# SK Poseidon
SK Poseidon är en svensk simklubb från Lund. Klubben grundades den 7 oktober 1940 genom att simsektionen i IFK Lund bröt sig ur denna förening och bedriver största delen av sin verksamhet på Högevallsbadet i Lund, där även klubbens kansli är beläget. Bland de idrottare som har representerat Poseidon på elitnivå märks Hanna Bergman, Ida Marko-Varga, Eric la Fleur, Karin Grubb och Oskar Rollof.
Poseidonsimmarna Gustaf Helsing (ryggsim), Lennart Brock (bröstsim), Rolf Dahl (fjärilsim) och Håkan Westesson (frisim) satte den 22 februari 1953 världsrekord (4.39,2) på, den från den 1 januari samma år helt nya distansen, 4×100 m medley i Helsingborgs simhallsbad i en match mellan Skåne och Köpenhamn.
Klubben har en bred verksamhet med såväl tävlingsverksamhet i simning och simhopp som simskola, vuxensimning, babysim och masters.